# النابغة التغلبي
النابغة التغلبي هو الحارث بن عدوان ينتهي نسبه إلى غنم بن تغلب. من شعره قوله: